# Teun de Nooijer
Teun de Nooijer, född den 22 mars 1976 i Egmond-Binnen, Nederländerna, är en nederländsk landhockeyspelare.
Han tog OS-guld i herrarnas landhockeyturnering i samband med de olympiska landhockeytävlingarna 1996 i Atlanta.
Han tog OS-guld igen i samma gren i samband med de olympiska landhockeytävlingarna 2000 i Sydney.
I samband med de olympiska landhockeytävlingarna 2004 i Aten tog han OS-silver i landhockeyturneringen
Han tog därefter OS-silver igen i samma gren i samband med de olympiska landhockeytävlingarna 2012 i London.